# Olympiade (album, 1995)
Pour l'unité de temps du monde grec, voir Olympiade.
Albums de William Sheller
Albion
(1994) Les machines absurdes
(2000)
Olympiade est le 4e album live de William Sheller sorti en 1995. Cet album fut enregistré lors du troisième passage à l'Olympia du chanteur lors d'une série de concerts donnée du 18 au 30 octobre 1994. 
L'actrice Micheline Dax siffle sur le titre Aria Dax.

## Titres
| Disque n°1 | Disque n°1                                                | Disque n°1 | Disque n°1 | Disque n°1 | Disque n°1 | Disque n°1 | Disque n°1 | Disque n°1 | Disque n°1 |
| No         | Titre                                                     | Durée      |            |            |            |            |            |            |            |
| ---------- | --------------------------------------------------------- | ---------- | ---------- | ---------- | ---------- | ---------- | ---------- | ---------- | ---------- |
| 1.         | Les petites filles modèles                                |            |            |            |            |            |            |            |            |
| 2.         | La tête brûlée                                            |            |            |            |            |            |            |            |            |
| 3.         | Basket-ball                                               |            |            |            |            |            |            |            |            |
| 4.         | Oh ! J'cours tout seul                                    |            |            |            |            |            |            |            |            |
| 5.         | Cuir de Russie                                            |            |            |            |            |            |            |            |            |
| 6.         | Nicolas                                                   |            |            |            |            |            |            |            |            |
| 7.         | Le carnet à spirale                                       |            |            |            |            |            |            |            |            |
| 8.         | Fier et fou de vous                                       |            |            |            |            |            |            |            |            |
| 9.         | À franchement parler                                      |            |            |            |            |            |            |            |            |
| 10.        | L'homme que je n'aime plus (chanté par Marie-Paule Belle) |            |            |            |            |            |            |            |            |
| 11.        | Une dépression d'hiver                                    |            |            |            |            |            |            |            |            |
| 12.        | Aria (sifflé par Micheline Dax)                           |            |            |            |            |            |            |            |            |
| 99:37      |                                                           |            |            |            |            |            |            |            |            |

| Disque n°2                     | Disque n°2                        | Disque n°2 | Disque n°2 | Disque n°2 | Disque n°2 | Disque n°2 | Disque n°2 | Disque n°2 | Disque n°2 |
| No                             | Titre                             | Durée      |            |            |            |            |            |            |            |
| ------------------------------ | --------------------------------- | ---------- | ---------- | ---------- | ---------- | ---------- | ---------- | ---------- | ---------- |
| 1.                             | Une chanson noble et sentimentale |            |            |            |            |            |            |            |            |
| 2.                             | Un miroir dans la boue            |            |            |            |            |            |            |            |            |
| 3.                             | Un homme heureux                  |            |            |            |            |            |            |            |            |
| 4.                             | Maman est folle                   |            |            |            |            |            |            |            |            |
| 5.                             | Les orgueilleuses                 |            |            |            |            |            |            |            |            |
| 6.                             | Les filles de l'aurore            |            |            |            |            |            |            |            |            |
| 7.                             | Photos-souvenirs                  |            |            |            |            |            |            |            |            |
| 8.                             | C'est l'hiver demain              |            |            |            |            |            |            |            |            |
| 9.                             | La Navale                         |            |            |            |            |            |            |            |            |
| 10.                            | Quand j'étais à vos genoux        |            |            |            |            |            |            |            |            |
| 11.                            | Dans un vieux rock'n'roll         |            |            |            |            |            |            |            |            |
| 12.                            | Le nouveau monde                  |            |            |            |            |            |            |            |            |
| 99 min 37 s (total de l'album) |                                   |            |            |            |            |            |            |            |            |